# Церква святого апостола і євангелиста Івана Богослова (Плебанівка)
Церква святого апостола і євангелиста Івана Богослова в Плебанівці — парафія і храм греко-католицької громади Теребовлянського деканату Тернопільсько-Зборівської архієпархії Української греко-католицької церкви в селі Плебанівка Тернопільського району Тернопільської области.

## Історія церкви
Парафію утворено в 1990 році. Храм збудували у 1994 році та освятили наступного, 1995 року. З моменту освячення церква належить до УГКЦ.
При парафії діють Марійська та Вівтарна дружини. На території парафії встановлена одна фігура.
У селі, на колишньому хуторі Хатки, проживає 30 віруючих УПЦ КП, тоді як решта жителів належить до УГКЦ, проте відвідує богослужіння в храмі в Теребовлі.

## Парохи
- о. Михайло Бочан (з 1990).